# Olle Jansson
Karl Olof (Olle) Jansson, född 13 november 1918 i Oxelösund, död 13 augusti 1996 i Myckleby församling i Göteborgs och Bohus län, var en svensk ingenjör och socialdemokratisk kommunalpolitiker.
Efter studentexamen i Norrköping 1937 och examen från Chalmers tekniska högskola 1943 blev Jansson assistent vid institutionen för byggnadsteknik där och var anställd vid Fällmans Ingenjörsbyrå i Göteborg 1944–1948. Han var ingenjör på projekterings- och nybyggnadsavdelningen vid Göteborgs stads Bostads AB 1948–1952, verkställande direktör för Göteborgs bostadsföretag 1952–1969 och verkställande direktör för Göteborgshem 1969–1978.
Jansson var ledamot av stads/kommunfullmäktige från 1959, dess ordförande 1965–1966 och 1977–1979 samt vice ordförande 1966–1977. Han var ordförande i byggnadsnämnden 1964–1967, vice ordförande 1968–1970 (ledamot sedan 1961), ledamot av stadskollegiet/kommunstyrelsen 1964–1976 och kommunalråd 1975–1976. Han var bland annat ledamot av elverksstyrelsen i Göteborg (1957–1963), av Statens råd för byggnadsforskning, förvaltningsrådet för Göteborgskonsum (1960–1974), Statens skeppshypotekskassa och styrelseledamot i Göteborgs allmännyttiga kooperativa samarbetsorgan (GAKO). Han var också ledamot av länsstyrelsen i Göteborgs och Bohus län från 1977.
Olle Jansson var sedan den 16 juli 1943 gift med Barbro Jansson (1922–2008). Makarna är begravda på Västra kyrkogården i Göteborg.